# Kongos
KONGOS är ett rockband med rötterna i Sydafrika och USA. Bandet är numera baserat i Phoenix, Arizona och består av fyra bröder. Födda och uppvuxna i South London, Sydafrika, flyttade de sedermera till Phoenix i Arizona där de gick på gymnasiet på Chaparral High Scool för att gå vidare till Arizona State University. De har rötter i Grekland, Mexiko och USA och har även gått på Greek Saheti school i Sydafrika. De blev ett välkänt fenomen efter singeln ”Come With Me now”. Deras far är singer-songwritern John Kongos.

## Medlemmar
- Johnny Kongos (Keyboard, dragspel programmerare och körsång)
- Daniel Kongos (Gitarr, körsång)
- Jesse Kongos (Trumslagare, körsång, programmerare och övriga slagverk)
- Dylan Kongos (Sångare, bas, gitarr (huvudgitarrist 2007–2011), keyboard och programmering)

## Diskografi

### Studioalbum
- Kongos (2007) (Kongos) (ingen signad utgivare finns för denna skiva)
- Lunatic (2014) (Tokoloshe Records 28/12 2012, Epic Records om-släpp 25/1 2014 Sony Music)
- Egomaniac (2016) (Epic Records 10/6 2016) första och sista albumet genom denna utgivare)
- 1929 del 1. (2019) Tokoloshe Records 18/1 2019)
- 1929 del 2. (2019)

### Singel & EP's
- Come with me now (2013) (Kongos)
- I'm Only Joking (2014) (Epic Records, Sony Music)

### Övrigt
- Lunatic (Album Sampler) (2014) (Epic Records, Sony Music)